# Thoracistus jambila
Thoracistus jambila är en insektsart som beskrevs av Rentz, D.C.F. 1988. Thoracistus jambila ingår i släktet Thoracistus och familjen vårtbitare. Inga underarter finns listade i Catalogue of Life.